# Bumblebee (Film)
Bumblebee ist ein US-amerikanischer Action- und Science-Fiction-Spielfilm von Travis Knight aus dem Jahr 2018. Bei dem Film handelt es sich um ein Spin-off der Transformers-Filmreihe, in dem die menschlichen Hauptrollen von Hailee Steinfeld, Jorge Lendeborg Jr. und John Cena gespielt werden. Die Weltpremiere fand am 10. Dezember 2018 in Berlin statt, in die deutschen Kinos kam der Film am 20. Dezember 2018.

## Handlung
Auf dem Planeten Cybertron stehen die Autobots kurz vor der Niederlage gegen die Decepticons. Optimus Prime, der Anführer des Autobots-Widerstands, befiehlt den Rückzug und gibt B-127 den Auftrag, zur Erde zu fliehen, um dort eine Basis zu errichten, wo sich die Autobots neu formieren sollen.
B-127 erreicht die Erde im Jahr 1987 und schlägt inmitten einer Militärübung von Jack Burns ein. Burns hält ihn für einen feindlichen Eindringling, woraufhin B-127 flieht und vom Militär verfolgt wird. Auf der Flucht stößt der Decepticon Blitzwing dazu, der B-127 zur Erde gefolgt ist, um herauszufinden, wohin sich Optimus Prime und die Autobots zurückgezogen haben. Während des Kampfs zwischen den beiden Transformers gerät Burns’ Einheit zwischen die Fronten, wobei Burns schwer verletzt überlebt. B-127 besiegt Blitzwing, doch das Sprach- und Speichermodul von B-127 sind so schwer beschädigt, dass er zusammenbricht und kurz davor noch einen alten VW Käfer scannt.
Die Jugendliche Charlie Watson lebt mit ihrer Mutter, ihrem Bruder Otis und Stiefvater Ron in Brighton Falls. Charlie verarbeitet immer noch den plötzlichen Tod ihres Vaters, weshalb das Verhältnis zu ihrer Familie nicht das Beste ist. Sie versucht die Corvette C1 ihres verstorbenen Vaters zu restaurieren und entdeckt auf der Suche nach Ersatzteilen einen alten gelben VW Käfer auf einem Schrottplatz, welcher ihr vom Schrottplatzbesitzer Hank zum 18. Geburtstag geschenkt wird. Durch das Starten des Käfers wird unwissend jedoch ein Autobot-Peilsignal aktiviert, welches von den beiden Decepticons Shatter und Dropkick empfangen wird, die dem Signal folgen. Als Charlie den Käfer in ihrer Garage inspiziert, verwandelt sich das Auto in B-127. Die beiden freunden sich an und sie gibt B-127 den Namen „Bumblebee“.
Derweil sind Shatter und Dropkick auf der Erde angekommen. Ihre Ankunft wurde allerdings von Agent Burns und seiner Spezialeinheit von Sektor 7 bemerkt, welche die Eindringlinge abfangen können. Die Decepticons geben sich jedoch als Friedenswächter aus, welche auf der Suche nach dem flüchtigen Verbrecher B-127 sind. Da das Peilsignal mittlerweile deaktiviert ist, bitten sie die Menschen um Hilfe. Burns steht der Kooperation skeptisch gegenüber, doch der Wissenschaftler Dr. Powell bietet die Hilfe an und führt die Decepticons in die Basis von Sektor 7.
Zwischenzeitlich weiß auch Charlies Nachbar Memo, mit dem sie sich angefreundet hat, von Bumblebee. Bumblebee konnte einen Teil seines Speichers wiederherstellen, nachdem Charlie bei einem Reparaturversuch eine Nachricht von Optimus Prime aktiviert hat, in der er Bumblebees Auftrag erklärt. Da das Sprachmodul immer noch defekt ist, kommuniziert Bumblebee über Lieder aus dem Radio mit Charlie. Als Bumblebee eines Tages einen Kurzschluss im Haus der Watsons auslöst und es dadurch zu einem Stromausfall in der Region kommt, können die Decepticons und Sektor 7 ihn lokalisieren. Charlie, Memo und Bumblebee werden daraufhin von den Decepticons und dem Militär gestellt. Bumblebee wird betäubt und mit in die Basis genommen, während Charlie und Memo freigelassen werden.
Wieder zu Hause beschließen Charlie und Memo, Bumblebee zu helfen. Im Verhör von Bumblebee stoßen die Decepticons auf die Nachricht von Optimus Prime und erfahren, dass die Autobots auf die Erde kommen. Der anwesende Dr. Powell erkennt das wahre Gesicht der Decepticons und kann, kurz bevor er von ihnen getötet wird, Burns warnen. Die Decepticons lassen den außer Gefecht gesetzten Bumblebee zurück und begeben sich zu einem Sendemast im Hafen, um von dort aus weitere Decepticons zu rufen. Charlie und Memo haben die Szene beobachtet und können Bumblebee mit Hilfe von Elektroschockgewehren wieder aktivieren, was auch dessen Erinnerungen wiederherstellt. Bumblebee schlägt den eintreffenden Burns in einem Kampf zurück und fährt zusammen mit Charlie zum Hafen.
Im Hafen treffen Bumblebee und die beiden Decepticons aufeinander. Während Shatter den Sendemast aktivieren will, kämpft Bumblebee gegen Dropkick. Charlie schleicht sich auf den Mast, um die bevorstehende Übertragung des Signals zu deaktivieren. Überraschend taucht Burns in einem Kampfhubschrauber auf und beschießt Shatter. Derweil konnte Bumblebee Dropkick zerstören und kann Burns’ abstürzenden Hubschrauber retten, nachdem dieser von Shatter beschädigt wurde. Shatter bemerkt, wie Charlie die aufbauende Signalübertragung abbrechen will. Bumblebee eilt Charlie zu Hilfe und zerstört im Kampf gegen Shatter das Hafenbecken. Die Flutwelle treibt ein Schiff in den Hafen, worunter Shatter begraben und zerstört wird. Burns warnt Charlie davor, dass die Armee Bumblebee suchen wird, und lässt die beiden gehen. Charlie verabschiedet sich von Bumblebee, nachdem sie erkannt hat, dass die Autobots ihn im Kampf gegen die Decepticons brauchen. Bumblebee scannt einen gelben 1970er Chevrolet Camaro und verwandelt sich in diesen.
Schließlich erreichen die Autobots die Erde und Optimus Prime bedankt sich bei B-127 für seine Hilfe. Mit Charlies Stimme erwidert er, dass er „Bumblebee“ heißt. Charlie versöhnt sich mit ihrer Familie und fährt mit der restaurierten Corvette ihres Vaters dem Sonnenuntergang entgegen.

## Hintergrund und Produktion
Am 12. Februar 2016 gab Paramount die Produktion eines sechsten Films der Transformers-Reihe bekannt, welcher ursprünglich am 8. Juni 2018 veröffentlicht werden sollte. Zugleich wurde bestätigt, dass es sich dabei um ein Spin-off des Autobot-Charakters Bumblebee handeln soll. Ende 2016 wurde für das Drehbuch Christina Hodson bestätigt, für die Regie wurde Travis Knight engagiert. In einem Interview Ende 2017 sagte Knight bereits, dass sich Bumblebee von den bisherigen heroischen Transformers-Filmen von Michael Bay unterscheiden werde und stattdessen eine Coming-of-Age-Geschichte erzählen werde.
Als weibliche Hauptdarstellerin wurde Anfang Juni 2017 Hailee Steinfeld bekannt gegeben, die bereits in dem mehrfach nominierten Spätwestern True Grit (2010) die Hauptrolle spielte. Für die männliche Hauptrolle wurde im Juli der damals 21-jährige Jorge Lendeborg Jr. bestätigt, welcher 2017 eine Nebenrolle in Spider-Man: Homecoming spielte. Weitere Rollen wurden im August besetzt, unter anderem mit John Cena, der eine nicht genauer benannte Rolle spielen wird. Laut ursprünglicher Aussage von Produzent Lorenzo di Bonaventura sollten mit Ausnahme von Bumblebee keine weiteren Transformers im Film auftauchen, in einem Interview im Oktober 2017 sagte Peter Cullen jedoch, er werde Optimus Prime in dem Film sprechen. Die zwei Sprechrollen der Antagonisten wurden im Juli 2018 mit Angela Bassett (Black Panther) und Justin Theroux (The Leftovers) besetzt.
Die Dreharbeiten zu Bumblebee begannen am 31. Juli 2017 und endeten am 10. November. Gedreht wurde in Los Angeles, San Francisco, Santa Cruz, Vallejo und in der Mare Island Naval Shipyard in Kalifornien.

## Synchronisation
Die deutsche Synchronisation des Films übernahm die Interopa Film GmbH aus Berlin, welche auch die letzten fünf Filme der Transformers-Filmreihe verantwortete. Das Dialogbuch stammt von Tobias Neumann. Die Dialogregie übernahmen Tobias Meister und Stefan Fredrich.

### Menschen
| Rolle            | Schauspieler        | Deutscher Synchronsprecher |
| ---------------- | ------------------- | -------------------------- |
| Charlie Watson   | Hailee Steinfeld    | Victoria Frenz             |
| Agent Jack Burns | John Cena           | Martin Kautz               |
| Memo             | Jorge Lendeborg Jr. | Kaze Uzumaki               |
| Dr. Powell       | John Ortiz          | Michael Pan                |
| Sally Watson     | Pamela Adlon        | Vera Teltz                 |
| Otis Watson      | Jason Drucker       | Elias Kunze                |
| Ron              | Stephen Schneider   | Jaron Löwenberg            |
| Onkel Hank       | Len Cariou          | Jürgen Kluckert            |

### Transformers
| Rolle         | Schauspieler   | Deutscher Synchronsprecher |
| ------------- | -------------- | -------------------------- |
| Bumblebee     | Dylan O’Brien  | Boris Tessmann             |
| Optimus Prime | Peter Cullen   | Reiner Schöne              |
| Shatter       | Angela Bassett | Anke Reitzenstein          |
| Dropkick      | Justin Theroux | Lutz Schnell               |
| Blitzwing     | David Sobolov  | Marlin Wick                |

## Kritiken
Bumblebee erhielt überwiegend gemischte bis positive Kritiken. Bei Rotten Tomatoes sind 91 Prozent der 251 gesammelten Kritiken positiv, während bei Metacritic lediglich 66 Prozent von 39 Rezensionen positiv sind.
Für Antje Wessels „hat [der Film] mit den seelenlosen Materialschlachten der „Transformers“-Reihe so gut wie nichts mehr zu tun und ist stattdessen ein hinreißendes Abenteuer voller Witz und Emotion“. Dennoch ist er für Wessels „in erster Linie ein berechenbarer Film“, der beim Auftritt der „Bumblebee jagenden Decepticons Dropkick und Shatter […] ins Stocken“ gerät und „ohne den konventionellen Gebrauch von Widersachern nochmal um Einiges besser funktioniert“ hätte.
Sebastian Stumbek von Moviebreak.de urteilt, dass sich „[e]rzählerisch […] noch kein Film der Reihe mit Ruhm“ bekleckerte und der Zuschauer „von Bumblebee […] nichts anderes erwarten“ sollte. Dennoch „setzt [der Film] an den richtigen Stellen an, um sich immerhin in Form eines gut gemeinten, netten Familien-Blockbusters aufzustellen, dem man ruhig eine Chance geben kann“.
Deutlich negativer äußert sich Daniel Krüger von Musikexpress.de, für den Regisseur Travis Knight „der falsche Mann für diesen Film“ ist. Für Krüger „spielt [Travis Knight] auf Sicherheit und darf zumindest ein bisschen glänzen, weil sein Film im Vergleich zu Michael Bays so etwas wie ein Herz hat“, dennoch „hat man […] jede Szene […] gefühlt schon genauso oft gesehen wie den Soundtrack gehört“. „Ein schlechter Film ist ,Bumblebee‘ nicht, aber einer vom Reißbrett“, dem „Bays Irrsinn […] in vielen berechenbaren Szenen aber trotzdem nicht schaden“ hätte können.